# Лернер Ісаак Якович
Ісаак Якович Лернер (4 квітня 1917 року — 1 березня 1996) — радянський і російський педагог.

## Біографія
І. Я. Лернер втратив батьків за часів Громадянської війни. У 1939 закінчив історичний факультет МДУ.
З 1937 року викладав у різних вузах РРФСР, був, доцентом, завідувачем кафедри. Учасник Великої Вітчизняної війни. Був репресований за статтею 58.10 в 1950 р. і п'ять років провів в Івдельскому таборі загального режиму. Його звинуватили за два висловлювання в розмові зі знайомою людиною — про недемократичність виборів і про необхідність встановити мінімум оплати колгоспникам за трудодень. З 1959 працював в АПН СРСР. Доктор педагогічних наук, професор. Член-кореспондент АПН СРСР з 20 грудня 1990 р., дійсний член РАО з 15 червня 1992 року. Входив до складу Відділення філософії освіти і теоретичної педагогіки. Заслужений діяч науки РРФСР (1987).
З 1985 по 1991 рік керував розробкою теорії побудови сучасного шкільного підручника. Син Георгій Ісаакович Лернер — продовжувач освітніх традицій свого батька, кпндидат педагогічних наук, завідувач лабораторії біології Московського інституту відкритої освіти.
Помер І. Я. Лернер в 1996 році, похований на Востряковскому цвинтарі.

## Внесок у розвиток педагогіки
І. Я. Лернер є одним з розробників проблемного навчання. Розкрив дидактичні основи і розробив систему методів навчання. Розкрив зв'язок між методами навчання, організаційними формами, засобами і прийомами навчання. Обґрунтував склад і структуру змісту освіти, які є адекватними до соціального досвіду. Розробив цілісну концепцію освітнього процесу як системи.

### Класифікація методів навчання
Спільно з М. М. Скаткіним розробив класифікацію методів навчання:
1. Інформаційно-рецептивний метод. Діяльність вчителя. Пред'явлення інформації (вчителем або замінюючим його засобом). Організація дій учня з об'єктом вивчення. Діяльність учня. Сприйняття знань. Усвідомлення знань. Запам'ятовування (переважно довільне).
2. Репродуктивний метод. Діяльність вчителя. Складання і пред'явлення завдання на відтворення знань і способів розумової і практичної діяльності. Керівництво і контроль за виконанням. Діяльність учня. Актуалізація знань. Відтворення знань і способів дій за зразками, які були показані іншими (учителем, книгою, ТЗН). Довільне і мимовільне запам'ятовування (залежно від характеру завдання)
3. Метод проблемного викладання. Діяльність вчителя. Постановка проблеми та розкриття доказових шляхів її вирішення. Діяльність учня. Сприйняття знань. Усвідомлення знань і проблеми. Увага за послідовностю та контроль над ступенем переконливості рішення проблеми. Розумове прогнозування чергових кроків логіки рішення. Запам'ятовування (значною мірою мимовільне).
4. Евристичний метод. Діяльність вчителя. Постановка проблем. Складання завдань на виконання окремих етапів рішення пізнавальних і практичних проблемних завдань. Планування кроків вирішення. Керівництво діяльністю учнів (коригування та створення проблемних ситуацій). Діяльність учня. Сприйняття завдання, яке є складовою частиною задачи. Осмислення умов завдання. Актуалізація знань про шляхи вирішення подібних завдань. Самостійне вирішення частини завдання. Самоконтроль у процесі рішення і перевірка його результатів. Переважання мимовільного запам'ятовування матеріалу, пов'язаного з завданням.
5. Дослідницький метод. Діяльність вчителя. Складання і пред'явлення проблемних завдань для пошуку рішення. Контроль за ходом рішення. Діяльність учня. Сприйняття проблеми або самостійний розсуд проблеми. Осмислення умов завдання. Планування етапів дослідження (рішення). Планування методів дослідження на кожному етапі. Самоконтроль в процесі дослідження і його завершення. Переважання мимовільного запам'ятовування. Відтворення ходу дослідження, мотивування його результатів.

## Основні праці
- Лернер І. Я. Зміст і методи навчання історії у V—VI класах вечірньої (змінної) школи. — М., 1963;
- Лернер І. Я. Проблемне навчання.- М., 1974.
- Дидактика середньої школи / Під ред. М. М. Скаткина, І. Я. Лернера. — М., 1975.
- Лернер І. Я. Процес навчання і його закономірності. — М., 1980.
- Лернер І. Я. Дидактичні основи методів навчання. — М., 1981.
- Лернер І. Я. Розвиток мислення учнів у процесі навчання історії. Посібник для вчителя. — М., 1982.
- Лернер І. Я. Людський фактор і функції змісту освіти[недоступне посилання з квітня 2019] // Радянська педагогіка. — 1987.- № 11.
- Теоретичні основи процесу навчання в радянській школі / Під ред. Ст. Ст. Краєвського, І. Я. Лернера. — М., 1989.
- Лернер І. Я. Теорія сучасного процесу навчання, її значення для практики[недоступне посилання з квітня 2019] // Радянська педагогіка. — 1989. — № 11.
- Лернер І. Я. Педагогічні нотатки з-за ґрат[недоступне посилання з квітня 2019] // Радянська педагогіка. — 1990.- № 12.
- Лернер І. Я. Больові точки процесу навчання[недоступне посилання з квітня 2019] // Радянська педагогіка. — 1991. — № 5.
- Лернер І. Я. Розвиваюче навчання з дидактичних позицій[недоступне посилання з квітня 2019] // Педагогіка. — 1996.- № 2